# Vámos László (fotóművész)
Vámos László (Tapolca, 1912. április 15. – Budapest, 1983. december 2.) magyar fotóművész, érdemes művész.

## Életpályája
Vámos (Oblatt) Gyula szállodás, kávéházi főpincér és Steiner Margit (1891–1970) gyermekeként született. Édesapja vezette az egykor Tapolca főterén álló Pannónia szállodát.
1920–1930 között Bécsben végzett iskolái után 1944-ig nyomdászként dolgozott. Fotóművészetet 1939-től Reismann Marian műtermében tanult, ott szakvizsgázott. Ugyancsak 1939 jelent meg első képe is.
Ő hozta létre a Dolgozók Világlapja című képes hetilapot, melynek 1948-ig segédszerkesztője volt. 1945–48 között az MSZDP központi apparátusában dolgozott. 1945-ben megszervezte a szociáldemokrata képügynökséget, az Orientet, az első szabad május 1. megörökítését, amelyből reprezentatív fotóalbum készült. 1950–53 között félreállították, 1955-ben rehabilitálták. 1960-ban a Magyarok Világszövetsége lapja, a Magyar Hírek vezető fotóriportere volt.
Részt vett az 1956. július 28-án megalakult Magyar Fotóművészek Szövetségének megszervezésében, melynek aztán 1960-ig főtitkára volt, kiépítve annak nemzetközi kapcsolatrendszerét.
Ő indította meg a Fényképművészeti Tájékoztatót, alapította meg a Történeti Gyűjteményt (a Magyar Fotográfiai Múzeum elődjét), újraindította a nemzetközi kiállításokat, tehetségkutató pályázatokat írt ki, a vidéki fotóklubokat bevonta a fotóéletbe.
Több szakcikket, könyvet publikált a színes fényképezésről. Különösen érdekelte a zene, mint fényképészeti téma, így számos zenei témájú fotót, zenészportrét hagyott az utókorra.
1932-től az MSZDP, a második világháború alatt a Békepárt tagja volt.
1936. november 8-án Budapesten házasságot kötött Grossmann Erzsébettel, Bernát Móric és Goldmann Erzsébet lányával.

## Kiállításai
- 1958 – Nemzetközi kiállítás, Ancona (csoportos kiállítás)
- 1960 – Csepeli képek, Csepel Vas- és Fémművek Műszaki Klubja, Moszkva és Leningrád, Kulturális Kapcsolatok Intézete Kiállítóterem, Budapest
- 1969 – Műcsarnok, Budapest
- 1977 – Pillanatképek Kodály Zoltán életéből, Fészek Klub, Budapest
- 1981 – Emberközelben, Várszínház Galéria, Budapest

## Kötetei
- Heller Andor–Vámos László: Színes fényképezés; Műszaki, Bp., 1956
- Emberközelben; bev. Németh Lajos; Képzőművészeti Alap, Bp., 1976
- A zene bűvöletében. Fotóalbum a zene világából; előszó Doráti Antal, bev. Németh Lajos; Képzőművészeti, Bp., 1982
- Cement, fény, zene; képvál., bev. Gera Mihály; Városháza, Bp., 2006 (Csak képek)

## Díjai, elismerései
- EFIAP (1959)
- Balázs Béla-díj (1972)
- Érdemes művész (1977)